# James McCarthy
James McCarthy (Glasgow, el 12 de novembre de 1990) és un futbolista professional que juga com a migcampista amb l'Everton de la Premier League i la selecció irlandesa.